# Thea Sofie Loch Næss
Thea Sofie Loch Næss, född 26 november 1996 i Kristiansand, är en norsk skådespelare.
Næss har bland annat medverkat i TV-serierna The Last Kingdom från 2018, Delete Me från 2021 och Ondskan från 2023. Hon har även medverkat i filmen Arctic Void från 2022.

## Filmografi (i urval)
- 2014 – One Night in Oslo
- 2018 – The Last Kingdom (TV-serie)
- 2019–2020 – Hjerteslag (TV-serie)
- 2019 – Tyger Tyger
- 2021 – Delete Me (TV-serie)
- 2022 – Arctic Void
- 2022 – Julstormen (TV-serie)
- 2023 – Ondskan (TV-serie)
- 2024 – La Palma (TV-serie)
- 2025 – The Ugly Stepsister